# Konglong (socken i Kina, Sichuan)
Konglong (kinesiska: 恐龙乡, 恐龙) är en socken i Kina. Den ligger i provinsen Sichuan, i den sydvästra delen av landet, omkring 210 kilometer öster om provinshuvudstaden Chengdu. Antalet invånare är 6 592. Befolkningen består av 3 241 kvinnor och 3 351 män. Barn under 15 år utgör 22,0 %, vuxna 15-64 år 60 %, och äldre över 65 år 16,0 %.
Genomsnittlig årsnederbörd är 1 393 millimeter. Den regnigaste månaden är juni, med i genomsnitt 264 mm nederbörd, och den torraste är december, med 8 mm nederbörd.